# 菊池市立水源小学校
菊池市立水源小学校（きくちしりつ すいげんしょうがっこう）は、熊本県菊池市四町分にあった小学校。

## 沿革
- 1875年（明治8年）4月 - 四町分惣谷に民家一室を教場に充て開校
- 1875年（明治8年）10月 - 原小学校、四町分小学校開校
- 1876年（明治9年）3月 - 戸城村外六か村列村立古川小学校開設
- 1878年（明治11年）4月 - 古川小学校開校
- 1880年（明治13年）1月 - 塚原に四町分小学校移転
- 1886年（明治19年）3月 - 四町分小学校を原小学校の支校とし、古川小学校を菊池川以北は立門教室、以南の村落は渡打村に移転、支校となる。
- 1887年（明治20年）4月 - 原尋常小学校と改称。
- 1887年（明治20年）6月 - 古川小学校を原尋常小学校の支校とする
- 1892年（明治25年）4月 - 柏出張所・板井原出張所設置。四町分支校廃止。原尋常小学校と四町分尋常小学校に分離。氷山分教場設置
- 1898年（明治31年）4月 - 氷山分教場を戸城に移転
- 1899年（明治32年）9月 - 立門分教室落成により柏出張所・板井原出張所廃止
- 1900年（明治33年）9月 - 渡打新校舎落成に伴い、戸城分教場を合併し、渡打分教場となる。
- 1901年（明治34年）5月 - 立門尋常小学校独立
- 1913年（大正2年）4月 - 原尋常高等小学校と四町分尋常高等小学校を統合し水源尋常高等小学校と改称
- 1941年（昭和16年）4月 - 水源国民学校と改称
- 1947年（昭和22年）4月 - 水源村立水源小学校と改称
- 1956年（昭和31年）9月1日 - 菊池町立水源小学校と改称
- 1958年（昭和33年）8月1日 - 菊池市立水源小学校と改称
- 1971年（昭和46年）3月 - 渡打分校廃止
- 2013年（平成25年）3月 - 菊池市立菊池北小学校へ統合

- 閉校後の2013年11月より、旧校舎は酒造メーカー美少年の本社として使用されている。

## 委員会
・放送委員
・図書委員
・健康委員
・体育委員
・児童会

## クラブ活動
- 運動部

- 文化部

## 学校周辺
- 菊池川
- 熊本県道201号二重峠菊池線
- 熊本県道203号日生野隈府線